# Massamba Kilasu
Massamba Kilasu (1950. december 22. – 2020. június 25.) zairei válogatott kongói labdarúgó.

## Pályafutása

### A válogatottban
A zairei válogatottban szerepelt. Részt vett az 1972-es afrikai nemzetek kupáján, és az 1974-es világbajnokságon.